# Acetildihidrocodeína
La acetildihidrocodeína es un derivado de los opiáceos sintéticos descubierto en Alemania en 1914. Fue utilizado como supresor de la tos y analgésico. No es común, pero tiene una actividad similar a la de otros opiáceos. La acetildihidrocodeína puede ser descrita como el derivado 6-acetil de dihidrocodeína.

## Metabolismo
La acetildihidrocodeína se metaboliza en el hígado por desmetilación y desacetilación para producir dihidromorfina. En virtud de su mayor lipofilia con respecto de la codeína, se convierte en dihidromorfina en lugar de morfina, y esto la hace más potente y de mayor duración. También posee una mayor biodisponibilidad que la codeína.

## Efectos adversos
Los efectos secundarios son similares a los de otros opiáceos e incluyen picor, náuseas y depresión respiratoria.

## Estado legal
Aunque es un opioide de baja a moderada intensidad y aún se emplea en la medicina de otras partes del mundo, la acetildihidrocodeína es una sustancia controlada de la Lista I en los Estados Unidos y del grupo I en México.